# 江蘊琛
江蘊琛（？—？），廣西省柳州府融縣人，清朝政治人物、同進士出身。
光緒二十一年（1895年），参加光緒乙未科殿試，登進士三甲11名。同年五月，改翰林院庶吉士。光緒二十四年四月，散館，著以知县即用。